# Wilhelm Bugge
Frederik Wilhelm Klumpp Bugge, född den 20  maj 1838 i Trondhjem, död den 7 april
1896 i Kristiania (nuvarande Oslo), var en norsk teolog, son till Fredrik Moltke Bugge.
Bugge blev teologie kandidat 1862, universitetsstipendiat i teologi 1863, kyrkoherde i Holmestrand 1866, professor i teologi vid universitetet i Kristiania 1870 och utnämndes 1893 till biskop i Kristiania stift. 1883-85 var han stortingsman för Kristiania. 
Bugge utövade sitt förnämsta författarskap inom den nytestamentliga exegesen, i det han, vid sidan av sin apologetisk-polemiska verksamhet som redaktör tillsammans med J.C. Heuch först (1875-76) av "Luthersk kirketidende", senare (1877-80) av "Luthersk ugeskrift", nedlade sitt mesta arbete på utgivandet av Nya testamentets skrifter i ny översättning med historisk-kritiska inledningar och utförlig framställning av innehåll och tankegång. 
Dessa arbeten, av vilka utkom Apostelen Paulus's breve (2 bd, 1879-81; 2:a upplagan 1880-81), Apostlernes gjerninger (1884), Peters og Judas's breve (1889; 2:a upplagan 1892), Lukas-evangeliet (1891; 2:a upplagan 1894) och Johannes-evangeliet (1893), fick stor spridning inte endast bland vetenskapligt bildade teologer, utan i stora kretsar av den bildade allmänheten i Norge och Danmark och utgick delvis i flera upplagor. Kort före sin död fick Bugge färdigt utkastet till översättningen av hela Nya testamentet, en översättning, som stod på den för sin tid mest moderna ståndpunkt.